# Lactococcus hircilactis
Lactococcus hircilactisはラクトコッカス属のグラム陽性非胞子形成性細菌で、イタリアのヴァルテッリーナで生ヤギ乳から分離された。